# Diana Palazón
Diana Palazón (Elche, 12 de diciembre de 1977) es una actriz española.

## Biografía
Hija de Ginés Palazón Ferrer, médico local de Elche.
A la edad de 17 años se trasladó a vivir a Valencia para estudiar Arte Dramático en la Escuela del Actor. Allí compartió piso con chicas de su edad hasta que más tarde decidió mudarse de nuevo, esta vez a Liria, lejos del bullicio de una gran capital.[cita requerida]
Fue también a los 17 años cuando empezó su carrera en Valencia haciendo series para la autonómica valenciana, Canal 9 como A flor de pell (1997) o Herència de sang (1996).
Continuó su formación en Barcelona en el Col·legi de Teatre, y en esa época dio sus primeros pasos en el teatro con la obra El burgués gentilhombre y rodó su primer proyecto cinematográfico, El árbol de las cerezas (1999) de Marc Recha.
Su primer papel en la televisión nacional fue en la serie diaria Al salir de clase como Miranda, un papel que le dio gran popularidad y al que dio vida entre 1999 y 2001. Pero su consagración estuvo en Hospital Central, donde interpretó el papel de la doctora Laura Llanos desde 2002 hasta julio de 2007, convirtiéndose el suyo en uno de los personajes más queridos de la serie. En abril de 2009 colabora de nuevo en la serie, al leer en off la carta que su personaje manda a su ex.
En los últimos años ha participado con papeles secundarios en varias películas a las órdenes de directores como Eva Lesmes (El palo, 2001), Antonio Mercero (Planta 4ª, 2003) o Gustavo Ron (Mia Sarah, 2006).
Además, cuenta con experiencia teatral en obras como Krámpack, junto a sus compañeros de Al salir de clase, Félix Gómez y Nacho López, o la más reciente El invierno bajo la mesa (2005), dirigida por Natalia Menéndez y al lado, entre otros, de su compañero de Hospital Central, Antonio Zabálburu, que además la dirigió en el videoclip de Inma Serrano.

## Filmografía

### Cine
- Legionario, de Eduardo H. Garza (2017).
- Malas noticias, de Miguel Ángel Cárcano (2012).
- Mia Sarah, de Gustavo Ron (2006).
- Acuérdate de mí (2006), de Diego Arjona (corto).
- Doctora sonrisas, de Manuel García Serrano (2006) (corto).
- Quito (2004), de David Carreras.
- Planta 4ª, de Antonio Mercero (2003).
- Buenos días (2003), de Peris Romano (corto).
- El palo, de Eva Lesmes (2001).
- Gente pez, de Jorge Iglesias (2001).
- La gran vida, de Antonio Cuadri (2000).
- Cautivados (1998), de Tono Errando (corto).
- El árbol de las cerezas, de Marc Recha (1998).

### Televisión
- La Moderna (2024)
- Perverso (2024)
- Desaparecidos (2020) como Maite Solsona
- Sabuesos (2018)
- Sin identidad (2015), como Belén.
- La que se avecina (2014), como Lucía.
- El don de Alba (2013), como Esther.[1]
- Gavilanes  (2010-2011), como Sara Elizondo.
- Raphael: una historia de superación personal (2010), como Natalia Figueroa (joven).
- Singles enamora't (2008), como Gloria.
- Hospital Central (2002-2007) como Laura Llanos.[2]
- Al salir de clase (1999-2001), como Miranda Durán.[3][4]

- Herència de sang
- A flor de pell

### Teatro
- Ladies Football Club (2022), de Stefano Massini, dirigida por Sergio Peris Mencheta
- Los pazos de Ulloa, de Emilia Pardo Bazán
- Divinas palabras (2019), de Valle-Inclán.
- Alejandro Magno (2015), dirigido por Luis Luque.
- La dama duende (2013), dirigido por Miguel Narros.
- Don Juan Tenorio (2007), dirigido por Natalia Menéndez.
- La sospecha (2007), dirigida por Natalia Menéndez; con Pilar Bardem, Juanjo Cucalón y Vicenta Ndongo.
- Don Juan Tenorio (2006), dirigido por Natalia Menéndez.
- El invierno bajo la mesa (2005), dirigido por Natalia Menéndez.
- Krámpack (2001), dirigido por Antonio Hernández.
- El burgués gentilhombre (1996), dirigido por Joan Peris.
- Comic, Teatro de animación en Valencia.

### Personajes
Los dos personajes más famosos interpretados por Diana Palazón han sido en Al salir de clase y en Hospital Central como Miranda Durán y Laura Llanos respectivamente.
Miranda Durán
Entró en la serie en 1999 y la abandonó en 2001. Era una chica muy misteriosa, que perdió en un incendio a sus padres cuando era niña, quedando como únicos supervivientes ella y su hermano Jorge. En la evolución de la serie se ve que en realidad no es tan dura ni tan temperamental como parecía en un principio, tan sólo echaba de menos a su familia.
En sus inicios era la propietaria del local La Nave, que más tarde pasaría a ser el CBC, junto con su amiga Lua. A raíz de esto, tuvo una breve relación con Íñigo (Mariano Alameda), que acabó, entre otras cosas, porque María (Carmen Morales) estaba enamorada de Iñigo. Aun así, no tardó en irse con David (Daniel Huarte). La relación amorosa que mantuvo con David fue bastante seria. Por eso, cuando esta relación acabó, David se fue a México con Iñigo. Tras varios meses en los que no tuvo ninguna relación amorosa, se ausentó para ir a Mali, se hizo la mejor amiga de Clara (Laura Manzanedo) y confidente de su hermano Jorge. Luego, se enamoró perdidamente de Mateo (Fernando Andina), con en cual empezó una relación tras la recuperación de un tiro que sufrió éste. Las cosas no fueron fáciles para esta pareja pues Eloy, enamorado de Miranda, hacía todo lo posible para acabar con la relación. Mateo y Miranda dejaron su relación varias veces, una de ellas porque Miranda se encontraba embarazada de alguno de los dos (Mateo o Eloy). Finalmente Miranda sufrió un aborto espontáneo. Tras muchos reveses, Mateo y Miranda se casaron y se fueron a vivir a Barcelona, con lo que Diana abandonó la serie. 
Laura Llanos
Diana entró en la tercera temporada de la serie Hospital Central y se marchó en el último capítulo de la decimotercera, cuando por motivos personales su personaje decidió irse a trabajar a Nairobi (Kenia).
Laura Llanos comenzó como médico residente de urgencias. Tuvo de adjuntos a Rodolfo Vilches (Jordi Rebellón) y a Javier Sotomayor (Antonio Zabalburu), con el que mantuvo una relación seria y larga. Esta relación, que comenzó al año de entrar Laura en el hospital, dejó en vilo muchos finales de temporada. La relación no fue fácil, pues tras varias disputas, Laura mantuvo una corta relación con Aime (Nacho Fresneda) y Javier se casó con Belén, con la cual tuvo un hijo. Aun así, en un viaje a Guatemala que hicieron juntos, el amor volvió a aflorar entre la joven pareja. A la vuelta de este viaje la relación acabó. En las siguientes temporadas Laura mantuvo una relación con el psicólogo Carlos (Jesús Olmedo). Estuvo a punto de casarse con él, pero un accidente de tráfico lo impidió. Este dejó a Carlos paralítico, haciendo muy desagradable la relación que tenían. 
En la última temporada en la que Laura estuvo, tuvo que soportar todas las quejas y reproches de Carlos. Su hombro para llorar fue Javier, que estuvo allí siempre que ella lo necesitara. Aun así, como Javier estaba con Mónica (Beatriz Segura) la reconciliación no fue posible y Laura, llena de pesar, se fue a Kenia.
Laura es además el personaje que más continuidad ha tenido después de que la actriz abandonara la serie. Unos años después de su marcha Javier recibía una carta donde Laura le explicaba que se había casado y que había tenido un hijo, para consternación de Javier, que lamenta haber perdido la oportunidad que tuvo con ella. En la decimonovena temporada el personaje de Laura vuelve a coger protagonismo, a pesar de que Diana Palazón no volvió a la serie. En esta temporada se cuenta que Laura ha sido secuestrada por una guerrilla en Perú, y Javier, incondicional, se hace cargo de sus hijos (el hijo de su marido y el suyo propio) y va hasta Perú para ayudarla. Aun así, no llega a tiempo, y en el episodio "Laura", el único episodio nombrado en honor a un personaje, Javier descubre el cadáver de ésta, asesinada tras el secuestro. En la vigésima temporada también se menciona varias veces a Laura, sobre todo en boca de Javier, quien sigue apesadumbrado por la muerte de su amiga y exnovia. 
Era muy querida por todo el hospital en general, pero sus mejores amigos fueron la enfermera del SAMUR y su compañera de piso Eva, el médico Héctor Béjar, Javier Sotomayor y Carlos.

### Música
En 2016 crea el grupo León Impala junto al también actor Chema León y los músicos Ester Rodríguez y Queque Maroto.

### Otros
- Videoclip de la canción Lola , de Inma Serrano y dirigido por Antonio Zabálburu (2006).
- Presentadora del Festival de Cine de Elche en 2002 y de Cinema Jove en 1998.